# Chicago Bulls 2012-2013
La stagione 2012-13 dei Chicago Bulls fu la 47ª nella NBA per la franchigia.

## Scelta draft
| Giro | Chiamata | Giocatore      | Ruolo | Nazionalità | College/Club      |
| ---- | -------- | -------------- | ----- | ----------- | ----------------- |
| 1    | 29       | Marquis Teague | P     | Stati Uniti | Kentucky Wildcats |
| 2    | 60       | Robert Sacre   | C     | Canada      | Gonzaga Bulldogs  |

### Arrivi/partenze
Mercato e scambi avvenuti durante la stagione:
Arrivi
| N° | Naz.                   | Ruolo | Sportivo            |      | Alt. |     |
| -- | ---------------------- | ----- | ------------------- | ---- | ---- | --- |
| 2  | Stati Uniti (bandiera) | P     | Nate Robinson       | 1984 | 175  | 82  |
| 6  | Stati Uniti (bandiera) | C     | Nazr Mohammed       | 1977 | 208  | 113 |
| 8  | Italia (bandiera)      | G     | Marco Belinelli     | 1986 | 196  | 90  |
| 12 | Stati Uniti (bandiera) | G     | Kirk Hinrich        | 1981 | 193  | 86  |
| 25 | Stati Uniti (bandiera) | P     | Marquis Teague      | 1993 | 188  | 86  |
| 77 | Serbia (bandiera)      | AG    | Vladimir Radmanović | 1980 | 208  | 106 |

Partenze
| N° | Naz.                   | Ruolo | Sportivo         |      | Alt. |     |
| -- | ---------------------- | ----- | ---------------- | ---- | ---- | --- |
| 3  | Turchia (bandiera)     | C     | Ömer Aşık        | 1986 | 213  | 116 |
| 7  | Stati Uniti (bandiera) | P     | C.J. Watson      | 1984 | 188  | 82  |
| 11 | Stati Uniti (bandiera) | GA    | Ronnie Brewer    | 1985 | 201  | 100 |
| 15 | Stati Uniti (bandiera) | G     | John Lucas       | 1982 | 180  | 75  |
| 24 | Stati Uniti (bandiera) | A     | Brian Scalabrine | 1978 | 206  | 109 |
| 26 | Stati Uniti (bandiera) | A     | Kyle Korver      | 1981 | 201  | 95  |

## Roster
| N° | Naz.                   | Ruolo | Sportivo            | Anno | Alt. | Peso |
| -- | ---------------------- | ----- | ------------------- | ---- | ---- | ---- |
| 2  | Stati Uniti (bandiera) | P     | Nate Robinson       | 1984 | 175  | 82   |
| 3  | Stati Uniti (bandiera) | AG    | Malcolm Thomas      | 1988 | 206  | 102  |
| 5  | Stati Uniti (bandiera) | AG    | Carlos Boozer       | 1981 | 206  | 121  |
| 8  | Italia (bandiera)      | G     | Marco Belinelli     | 1986 | 196  | 90   |
| 9  | Regno Unito (bandiera) | A     | Luol Deng           | 1985 | 206  | 100  |
| 12 | Stati Uniti (bandiera) | G     | Kirk Hinrich        | 1981 | 193  | 86   |
| 13 | Francia (bandiera)     | C     | Joakim Noah         | 1985 | 211  | 105  |
| 14 | Stati Uniti (bandiera) | G     | Daequan Cook        | 1987 | 196  | 93   |
| 17 | Stati Uniti (bandiera) | AG    | Lou Amundson        | 1982 | 206  | 102  |
| 21 | Stati Uniti (bandiera) | A     | Jimmy Butler        | 1989 | 201  | 101  |
| 22 | Stati Uniti (bandiera) | A     | Taj Gibson          | 1985 | 206  | 102  |
| 25 | Stati Uniti (bandiera) | P     | Marquis Teague      | 1993 | 188  | 86   |
| 32 | Stati Uniti (bandiera) | G     | Richard Hamilton    | 1978 | 201  | 88   |
| 48 | Stati Uniti (bandiera) | C     | Nazr Mohammed       | 1977 | 208  | 100  |
| 77 | Serbia (bandiera)      | A     | Vladimir Radmanović | 1980 | 208  | 106  |

### Staff tecnico
- Allenatore: Tom Thibodeau
- Vice-allenatori: Ron Adams, Andy Greer, Adrian Griffin, Ed Pinckney, Mike Wilhelm
- Preparatore fisico: Erik Helland

## Stagione

### Classifica

#### Central Division
|    | Classifica          | V  | P  | %    | GB   |
| -- | ------------------- | -- | -- | ---- | ---- |
| 1. | Indiana Pacers      | 49 | 32 | 60,5 | -    |
| 2. | Chicago Bulls       | 45 | 37 | 54,9 | 4,5  |
| 3. | Milwaukee Bucks     | 38 | 44 | 46,3 | 11,5 |
| 4. | Detroit Pistons     | 29 | 53 | 35,4 | 20,5 |
| 5. | Cleveland Cavaliers | 24 | 58 | 29,3 | 25,5 |